# لاريسا يابيكينو
لاريسا يابيكينو (من مواليد 18 يوليو 2002) لاعبة ألعاب قوى إيطالية متخصصة في الوثب الطويل فازت بالميداليات الفضية في بطولة أوروبا لألعاب القوى داخل الصالات 2023 وبطولة أوروبا لألعاب القوى 2024. تحمل الرقم القياسي العالمي للصالات المغلقة تحت 20 عامًا بمسافة 6.91 مترًا والرقم القياسي الإيطالي المطلق للصالات الداخلية بمسافة 6.97 مترًا.
شاركت في دورة الألعاب الأولمبية الصيفية 2024 في باريس، تأهلت لنهائي الوثب الطويل للسيدات، حيث حلت على المركز الرابع بتحقيقها قفزة بلغت 6.87 متر، بفارق تسعة سنتيمترات عن صاحبة الميدالية البرونزية ياسمين مور.